# Droite chrétienne
 (mai 2017).
Si vous disposez d'ouvrages ou d'articles de référence ou si vous connaissez des sites web de qualité traitant du thème abordé ici, merci de compléter l'article en donnant les références utiles à sa vérifiabilité et en les liant à la section « Notes et références ».
Droite chrétienne et droite religieuse sont des termes politiques utilisés pour décrire les factions politiques chrétiennes de droite qui sont caractérisées par leur fort soutien des politiques socialement conservatrices. Ces chrétiens conservateurs cherchent principalement à appliquer leur compréhension des enseignements du christianisme à la politique en proclamant la valeur de ces enseignements ou en cherchant à utiliser ces enseignements pour influencer le droit et la politique publique.
De manière élargie le terme désigne des courants politiques aux idées similaires dans d'autres pays. C'est le cas au Canada ou en France (La Manif pour tous en 2012).

## Positions

### Éducation
Les membres évangéliques de la droite chrétienne aux États-Unis promeuvent généralement l'enseignement du créationnisme et du dessein intelligent par opposition ou parallèlement à l'évolution biologique,.

### Éducation sexuelle
Certains groupes chrétiens plaident pour le retrait de la littérature sur l'éducation sexuelle dans les écoles publiques, pour le refus parental d'une éducation sexuelle complète ou pour une éducation sexuelle réservée à l'abstinence. Ces derniers encouragent l'abstinence jusqu'au mariage comme seul moyen de prévenir la grossesse, les maladies sexuellement transmissibles et les problèmes émotionnels qui pourraient découler de l'activité sexuelle. Il n'y a aucune preuve à l'appui de l'efficacité de l'éducation sexuelle basée uniquement sur l'abstinence ; plusieurs études n'ont trouvé aucun avantage et ont même constaté que cela pouvait être nocif,. Il s'est avéré inefficace pour réduire le risque d'infection au VIH dans le monde développé. De même, cela ne diminue pas les taux d'activité sexuelle ou de grossesse non planifiée par rapport à une éducation sexuelle complète.

## Liste des partis de droite chrétienne dans le monde
Liste non exhaustive des partis de droite chrétienne dans le monde.
- Australie : Parti Famille d'abord
- Brésil : Alliance pour le Brésil[9], Patriota, Républicains, Démocratie chrétienne, Parti social-chrétien
- Biélorussie : Parti chrétien conservateur (Biélorussie)
- Canada : Parti de l'héritage chrétien du Canada
- Costa Rica : Parti Restauration nationale
- Danemark : Chrétiens démocrates
- États-Unis : Parti de la Constitution[10]
- Union européenne : Mouvement politique chrétien européen[11]
- France : Parti chrétien-démocrate, devenu Via, la voie du peuple
- Irlande du Nord : Parti unioniste démocrate, Voix unioniste traditionnelle
- Norvège : Parti populaire chrétien, Démocrates de Norvège
- Pays-Bas: Parti politique réformé[12], Union chrétienne
- Pérou : Parti populaire chrétien, Front populaire agricole du Pérou, Restauration nationale
- Pologne : Droit et justice[13]
- Roumanie : Alliance pour l'unité des Roumains
- Serbie : Mouvement Dveri
- Suède : Chrétiens-démocrates
- Suisse : Union démocratique fédérale[14],[15]